# Cold Cold Cold
Pour les articles homonymes, voir Cold.
Cold Cold Cold est une chanson du groupe de rock alternatif américain Cage the Elephant. Elle a été produite et co-écrite par Dan Auerbach des Black Keys. Cette chanson est sortie en tant que troisième single du quatrième album studio du groupe Tell Me I'm Pretty le 17 janvier 2017. Elle a atteint la cinquième place du palmarès Billboard Alternative Songs aux États-Unis.

## Caractéristiques artistiques

### Enregistrement
La chanson est enregistrée durant l'été 2015 à Nashville dans le Tennessee.

### Sortie et accueil
Matt Schultz et Cage the Elephant sont comparés à Mick Jagger et ses Rolling Stones.

## Fiche technique

### Clip
Le clip est tourné dans un hôpital psychiatrique,.

### Classements
La chanson a été un succès sur le palmarès Billboard Alternative Songs, culminant au numéro cinq et restant sur le palmarès pendant un total de 21 semaines. Elle a également été un succès sur le palmarès Adult Alternative Songs, culminant à quatre et se classant pendant 28 semaines. La chanson a également figuré sur plusieurs autres charts, principalement en Amérique du Nord.

## Dans la culture populaire
"Cold Cold Cold" a été utilisée dans le premier épisode de la quatrième saison de la série télévisée ABC, How to Get Away with Murder.